# Одне ціле
«Одне ціле» (англ. Together) — австрало-американський кінофільм 2025 року в жанрі боді-горора з комедійними елементами, повнометражний дебют режисера та сценариста Майкла Шенкса. Головні ролі виконало подружжя в реальному житті Дейв Франко та Елісон Брі.
Прем'єра фільму відбулась 26 січня 2025 року на кінофестивалі «Санденс». 21 серпня того ж року стрічку презентують в Україні. Критика оцінила «Одне ціле» вкрай високо: Ліндсей Бар (Associated Press) писала, що це «вражаюча робота в галузі незалежного кінематографу, яка залишається шокуючо розсудливою завдяки двом безстрашним акторським ролям».

## Сюжет
Міллі, вчителька молодших класів, переїздить до заміського будинку разом зі своїм хлопцем, перспективним музикантом Тімом. Під час прогулянки у лісі біля будинку пара провалюється в підземну печеру. Тім п'є з басейну, який знаходиться посеред печери, після чого в раптові моменти життя відчуває до Міллі нездоровий фізичний потяг. Під час сексу частини тіл пари зростаються в одне ціле…

## У ролях
- Дейв Франко — Тім
- Елісон Брі — Міллі Вілсон
- Деймон Герріман — Джеймі Маккейб
- Міа Морріссі — Кет
- Джек Кенні — Люк

## Створення
Режисер Майкл Шенкс знаходиться в стосунках з однією дівчиною зі шкільних років. «У нас спільні друзі. Ми їмо одну їжу, дихаємо одним повітрям. Чи мені відомо, де закінчуюсь я й починається вона?» — саме ці думки Шенкса стали відправною точкою для створення його повнометражного дебюту. Режисер писав сценарій приблизно п'ять років, з 2019.

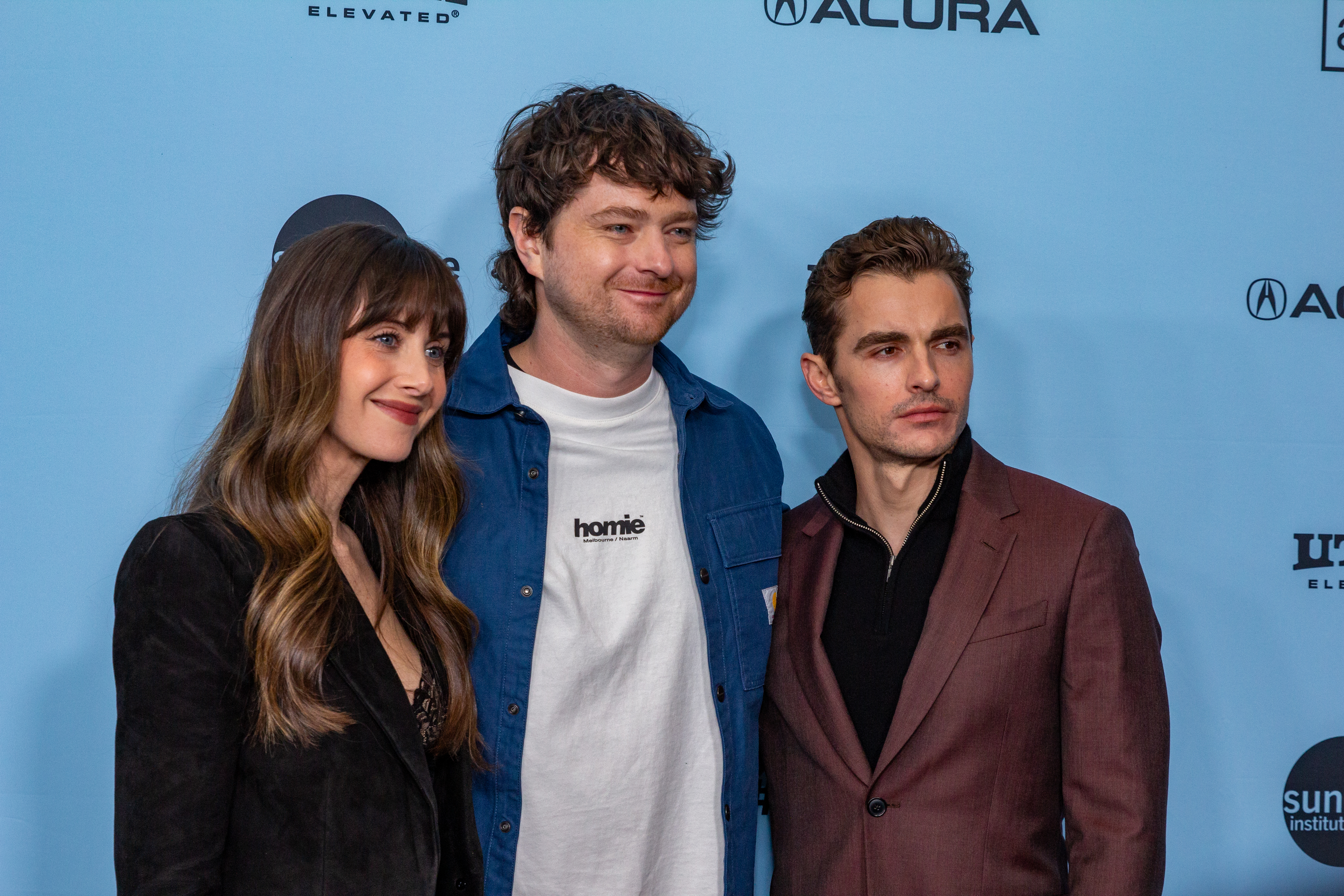
Елісон Брі (ліворуч), Майкл Шенкс (у центрі) та Дейв Франко на прем'єрі фільму, січень 2025 року

Більшість якостей Тіма засновані на «трошки похмурішій і жалюгіднішій версії» самого Шенкса. Велика кількість сцен написана з реального життя — наприклад, панічні атаки Тіма, на які в житті багато років страждав режисер. Оскільки Дейв Франко ніколи не мав з ними справу, Шенкс симулював їх і надсилав відео акторові. «Це я на екрані, який написав про свої стосунки, виставивши цю брудну білизну перед усім світом» — казав режисер.
В «Одному цілому» наявна низка відсилань до класичних фільмів жахів. Сцена, що відкриває фільм — омаж «Щось» Джона Карпентера. Дизайн печери, в яку провалюються герої, нагадує «Чужих» Джеймса Кемерона. Робота з камерою, візуальні точки зору натхненні доробком М. Найта Ш'ямалана, зокрема «Невразливим» і «Знаками». Скримери фільму, деякі візуальні прийоми походять від азійських «жахастиків», зокрема тайванського «Закляття» та японського «Зцілення». Режисер казав:
|  | Я багато думав про роботи Г. Р. Ґігера, слухав музику Енніо Морріконе до «Щось». ... Що стосується вигляду фільму, я хотів, щоб він був соковитим і кольоровим, як целулоїдні фільми 1970—1980-х років, щоб кожен кадр складався з контрастності та фарб. |

Візуальні ефекти допомагала створювати англійська компанія Framestore, яка працювала, зокрема, над «Гравітацією». Співробітники Framestore перебирали декілька можливих варіантів, враховуючи обмежений бюджет фільму (17 мільйонів доларів).
Знімальний процес тривав 21 день у березні 2024 року в Мельбурні. Актори самі виконували свої трюки — наприклад, Елісон Брі відмовилась від дублерки у сцені пробивання собою скляної стіни, подряпавши собі ніс. Серед музичного супроводу фільму — поп-хіти 2 Become 1 гурту Spice Girls і Happy Together гурту The Turtles.
У травні 2025 року на творців фільму був поданий судовий позов за можливий плагіат сюжету фільму зі стрічки «Краща половина» 2023 року в режисурі Патріка Генрі Фелана. Робота над «Кращою половиною» начебто була запропонована Дейву Франко та Елісон Брі в серпні 2020 року, проте Майкл Шенкс зареєстрував перший чорновий варіант до «Одного цілого» ще у 2019 році.

## Сприйняття
Після показу на кінофестивалі «Санденс» критики вкрай високо оцінили повнометражний дебют Майкла Шенкса. «„Одне ціле“ — нечастий зразок комедійного горору, який не дає абсурдним елементам звести нанівець напружені, тому фільм прямує сюжетом з шаленою впевненістю» — писав Білл Бріа (/Film). Натепер рейтинг фільму на Metacritic — 75 %, на Rotten Tomatoes — 91 %.
Глядачі реагували на фільм неоднозначно. За глядацьким опитуванням CinemaScore «Одне ціле» отримало оцінку C+ (3+). «Після показів до мене підходили пари, яким фільм допоміг владнати непорозуміння між ними. З іншого боку, одного разу підійшов чоловік і каже: „Цей фільм про мене та мої стосунки, які, гадаю, потрібно завершувати“. Чуваче, я ж не психолог. … Проте мені подобаються такі інтуїтивні реакції. Я вважаю, що створив чудовий фільм для побачень» — казав Майкл Шенкс.